# Mayapán

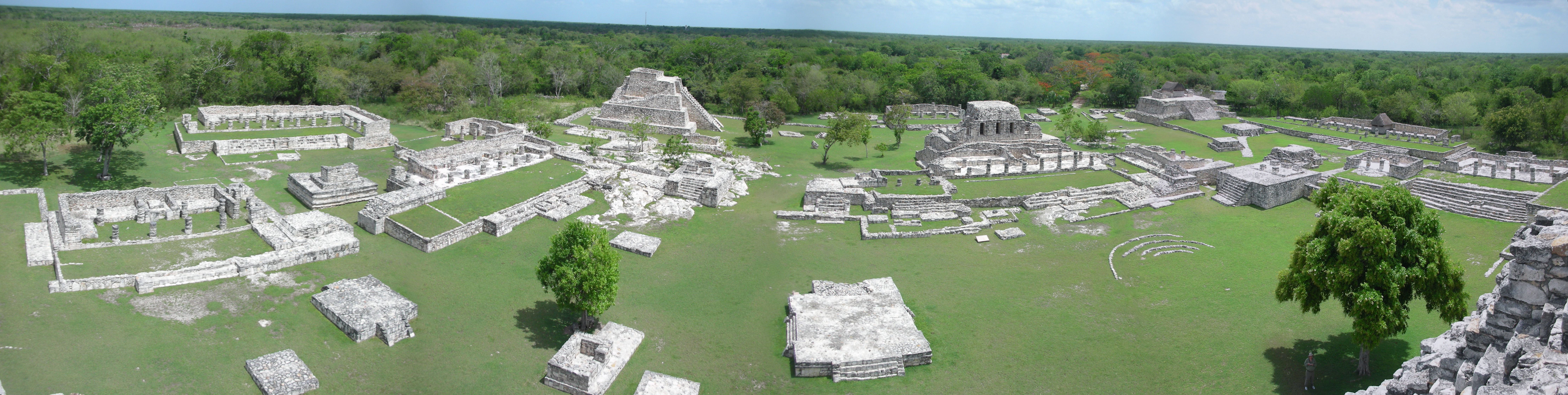
Panorama över ruinerna av Mayapán

Mayapán (spanska, yukatek maya: Màayapáan) är en förkolumbiansk arkeologisk lokal från Mayakulturen 40 km sydost om Mérida i den nordvästra delen av den mexikanska delstaten Yucatán. Staden var mayas politiska "huvudstad" på Yucatánhalvön från slutet av 1220-talet till 1440-talet, då de löst sammansatta stadsstaterna på norra Yucatán drevs till upplösning på grund av inbördeskrig. Man tror att det bodde mellan 11 000 och 15 000 personer i Mayapán. Mayapán skövlades,brändes och gick förlorat. I dag finns det bara ruiner kvar av staden.
På 1950-talet genomfördes de första grundliga arkeologiska undersökningarna vid Mayapán under fem intensiva år av forskare från Carnegie Institute of Washington, omfattande A. Ledyard Smith, Robert Smith, Tatiana Proskouriakoff, Edwin Shook, Karl Ruppert och J. Eric Thompson.